# Arsinoe (Cilicia)
Arsinoe (in greco antico: Ἀρσινόη?) fu un'antica città marittima e portuale della Cilicia o della Panfilia, fondata, probabilmente dopo il 278 a.C. dal governatore Aeto I, per ordine del re d'Egitto Tolomeo II in onore della sorella e moglie Arsinoe II. L'insediamento è menzionato dal geografo Strabone, che la ubica dopo Korakesion, l'odierna Alanya.
La presenza di una città con questo nome nell'area è testimoniata dal ritrovamento a Cipro di un'iscrizione del III secolo a.C. dedicata ad un certo Teodoro figlio di Demetrio, originario di "Arsinoe nella Panfilia", e di un'urna funeraria degli inizi del I secolo d.C. dove erano stati posti i resti di un cittadino di "Arsinoe della Panfilia".
La posizione esatta della città è sconosciuta. Secondo il topografo William Martin Leake la città era situata nei pressi delle attuali rovine del castello moderno di Söfta Kalesi, ad ovest dell'insediamento di Bozyazı, nella provincia di Mersin. Vicino a quel luogo, infatti, si trova una penisola che è adatta alla costruzione di un porto.